# MGM-18 Lacrosse
MGM-18 Lacrosse – amerykański, kierowany radiokomendowo pocisk rakietowy z głowicą konwencjonalną lub atomową, opracowany pod koniec lat 50. XX wieku.

## Geneza
Koniec II wojny światowej był okresem gwałtownego rozwoju broni rakietowej. Wydawało się, że w dobie broni atomowej tradycyjna artyleria lufowa nie będzie odgrywała już takiej roli, jak na polach bitew II wojny. Formacją, która widziała swoją szansę w zwiększeniu potencjału bojowego dzięki broni rakietowej, był Korpus Piechoty Morskiej Stanów Zjednoczonych. Charakter działań tej formacji uniemożliwiał używanie ciężkich jednostek artylerii polowej, których transport na morzu był bardzo utrudniony. Dopóki walka odbywała się na plażach i w niewielkiej od nich odległości, Marines wspierani byli przez działa okrętowe, jednak ich zasięg był ograniczony. Sterowane pociski rakietowe wydawały się być idealnym rozwiązaniem problemu wsparcia artyleryjskiego dla walczącej piechoty morskiej. Posiadając precyzyjne pociski, mogące zwalczać cele punktowe, a dzięki użyciu głowicy jądrowej również cele powierzchniowe, można by zrezygnować z nawały artyleryjskiej na korzyść precyzyjnych uderzeń. W 1947 roku podpisano kontrakt z Cornell Aeronautical Laboratory na opracowanie tego typu pocisku, który był już gotów dwa lata później. W tym samym roku 1949 Połączony Komitet Szefów Sztabów uznał, że wszystkie pociski kierowane klasy ziemia–ziemia będą w kompetencji wojsk lądowych, oczywiście piechota morska może ich używać, ale ich rozwój, opracowywanie nowych konstrukcji leży już w gestii US Army. Konsekwencją tego kroku było zamknięcie w dniu 21 marca 1950 roku programu MGM-18, jako że armia całkowicie nie interesowała się tym pociskiem. Impulsem do wznowienia prac była wojna koreańska. 31 sierpnia 1950 decyzją Sekretarza Obrony prace nad pociskiem Lacrosse zostały podjęte na nowo. Odpowiedzialność za rozwój rakiety spoczęła na US Army Ordnance Corps (Korpus Uzbrojenia Armii). Pierwsze, niekierowane odpalenie pocisku oznaczonego jako SSM-A-12 miało miejsce w sierpniu 1951 roku. 1 czerwca 1955 podpisano umowę z firmą The Glenn L. Martin Company na produkcję, a 26 marca 1957 roku wyprodukowała ona pierwszą rakietę.

## Konstrukcja
Rakieta Lacrosse z racji swojego przeznaczenia przypominała swoją budową powiększony, kierowany pocisk przeciwpancerny z dużymi powierzchniami sterowymi, skośnymi skrzydłami i klasycznym usterzeniem na końcu rakiety. Pocisk napędzany był silnikiem rakietowym firmy Thiokol na stały materiał pędny. Naprowadzanie było radiokomendowe, pocisk obserwowany był radiolokacyjnie i naprowadzany na cel o znanych współrzędnych. Główną wadą pocisku była jego duża podatność na zakłócenia radiowego sterowania rakietą.

## Służba
22 lipca 1959 roku pociski otrzymał pierwszy uzbrojony w nie 5-41 dywizjon rakiet, 41 Brygady Artylerii Polowej, 5 Korpusu Armijnego stacjonującego w Europie. Rok później rakiety trafiły na uzbrojenie dywizjonów brygad artylerii należących do 7 Korpusu Armijnego. W 1964 roku rakiety Lacrosse zostały wycofane z uzbrojenia. Rolę „artyleryjskiej pięści” przejęły rakiety MGR-1 Honest John i klasyczna artyleria lufowa, ale mogąca strzelać pociskami jądrowymi.